# 한자동맹의 기

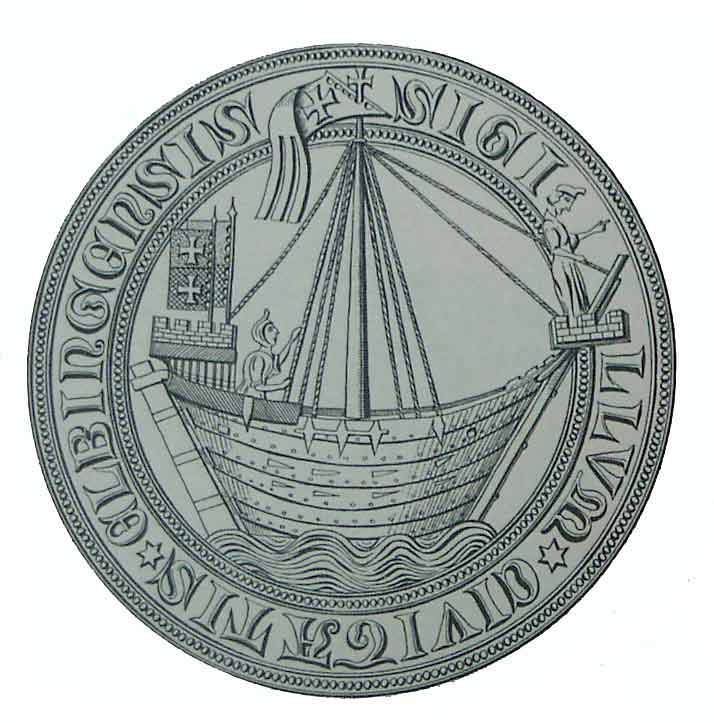
엘빙의 직인. (1350년)

한자동맹의 기는 코그 및 한자동맹의 함선에 계양한 현수막이다.

## 역사
원래, 한자 동맹의 소속 함선은 돛대에 빨간색의 기드림을 계양했고, 군주의 보호를 받는다는 것을 알리기 위해 꼭대기에 십자가를 달았다. 빨간색은 덴마크 및 영국 소속 함선도 이용하였으며, 영국은 나중에 세인트 조지 십자가를 이용했다. 13세기 후반부터, 한자 동맹 각각의 도시들은 각 도시를 구별하기 위해 다양한 기를 만들어 계양했다. 이 기에 추가로 빨간 기드림은 계속 남아 있었다. 가장 오래된 한자 동맹의 기는 빨간색 기를 사용한 함부르크의 기다. 한자 동맹의 기는 대부분 흰색-빨간색과 십자가 같은 상징을 이용했다.
한자 동맹의 구성원이었던 많은 도시들은 오늘날에도 도시기로 빨강-하양을 많이 이용한다.

## 한자동맹 삼각기
이 기에 추가로 하여 한자 동맹 함선에는 상반부는 흰색이고 하반부는 하양인 한자 동맹 삼각기(독일어: Hanseatenwimpel)를 이용했다.

한자 동맹 삼각기 (1:16)

## 기의 종류

### 13세기

함부르크
리가
뤼베크

### 14세기

브레멘
단치히 (그단스크)
엘빙 (엘블롱크)
로스토크
슈트랄준트

### 15세기

쾨니히스베르크 (칼리닌그라드)
비스마르
슈테틴 (슈체친)

### 기타 직인 및 주화

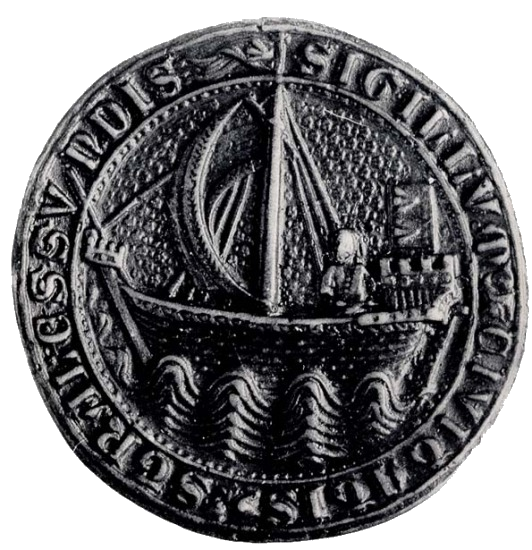
슈트랄준트의 직인. (1329년)

## 오늘날

브레멘
엘블롱크
그단스크
함부르크
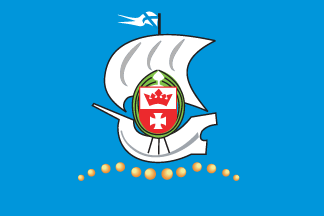
칼리닌그라드
뤼베크
패르누
로스토크
슈트랄준트
슈체친
탈린
타르투
비스마르
빌리안디